# Retamales Point
Der Retamales Point (englisch; bulgarisch нос Ретамалес nos Retamales) ist eine felsige und 700 m lange Landspitze an der Nordwestküste von Nelson Island im Archipel der Südlichen Shetlandinseln. Sie bildet 7,92 km nordöstlich des Harmony Point, 2,85 km nordöstlich des Smilets Point, 1,75 km südlich von Withem Island und 8,64 km westlich bis südlich des Rip Point die nordöstliche Begrenzung der Einfahrt zur Hall Cove und trennt diese von der Argonavt Cove.
Britische Wissenschaftler kartierten sie 1968. Die bulgarische Kommission für Antarktische Geographische Namen benannte sie 2014 nach José Retamales Espinoza (* 1948), Direktor des chilenischen Antarktisinstituts, in Anerkennung seiner Unterstützung für das bulgarische Antarktisprogramm.